# 'Abd al-'Aziz ibn Muhammad ibn Sa'ud
ʿAbd al-ʿAzīz ibn Muḥammad ibn Saʿūd (in arabo عبد العزيز بن محمد بن سعود‎?; Penisola arabica, ... – Dirʿiyya, 12 novembre 1803), secondo Emiro dell'Emirato di Dirʿiyya (il primo Stato costituito dai Sauditi) ed era figlio dell'eponimo della dinastia degli Āl Saʿūd, Muhammad ibn Sa'ud. Era anche genero del riformatore religioso musulmano sunnita Muḥammad b. ʿAbd al-Wahhāb.  Governò dal 1765 al 1803.

## Regno
Durante il suo regno, i domini degli Āl Saʿūd si estesero fino a Riad, grazie alle vittorie militari conseguite da ʿAbd al-ʿAzīz.  Ciò permise ai Sauditi di governare l'interno Najd.  Il loro successo militare e l'approccio religioso iper-conservatore garantì loro una grande popolarità nell'area.  Un elemento a loro favorevole fu la costante pratica di ʿAbd al-ʿAzīz di tenere riunioni in cui i più importanti esponenti tribali avevano la possibilità d'incontrarlo e di esporgli i loro problemi, venendo in qualche modo coinvolti nella gestione del potere.

## Sacco di Kerbala
Nel 1801 (1216 del calendario islamico), l'Emirato di Dirʿiyya attaccò sotto il suo comando Kerbalāʾ e Najaf, in Iraq, massacrando parte della popolazione musulmana sciita dell'area e distruggendo le tombe-santuario di al-Ḥusayn b. ʿAlī (nipote di Maometto) e di ʿAlī b. Abī Ṭālib (quarto califfo dei cosiddetti Rāshidūn).

## Morte
Nel 1803, ʿAbd al-ʿAzīz fu assassinato da uno sciita di nome ʿUthmān, di al-ʿAmādiyya, presso Mosul (Iraq), con un colpo di stiletto, nel momento in cui ʿAbd al-ʿAzīz stava guidando la preghiera del pomeriggio (ṣalāt al-ʿaṣr) nella Moschea di al-Dirʿiyya.
| Controllo di autorità | VIAF (EN) 70807973 · ISNI (EN) 0000 0000 3677 6522 · LCCN (EN) n2005201774 · GND (DE) 1143970381 |